# Алёшичева, Валерия Сергеевна
Валерия Сергеевна Алёшичева (укр. Валерія Сергіївна Альошичева; 20 августа 1990, Донецк, Украинская ССР, СССР) — украинская и российская футболистка, полузащитница клуба «Рязань-ВДВ». Выступала в женской сборной Украины.

## Карьера

### Клубная
Выступала за женские футбольные клубы «Ильичёвка» (Украина) и «Энергия» (Воронеж). В последнем стала бронзовым призёром чемпионата России 2009 года.
С 2011 года в течение восьми сезонов выступала за клуб «Рязань-ВДВ» в высшем дивизионе России. В составе «Рязани» стала чемпионкой России в осеннем сезоне 2013 года и в 2018 году, серебряным призёром чемпионата (2017), обладательницей (2014) и финалисткой Кубка России (2018). Провела за клуб более 100 матчей в высшей лиге.
В 2019 году перешла в «Енисей», где играла 4 года. В конце 2022 года вернулась в «Рязань-ВДВ».

### Международная
Валерия Алёшичева имеет опыт выступлений за молодёжную (до 19 лет) сборную Украины.
За взрослую женскую сборную Украины сыграла 6 матчей и забила 1 гол. В 2014 году регулярно вызывалась в сборную, участвовала во всех трёх матчах национальной команды этого года — против Турции, Уэльса и Англии — в качестве игрока основного состава.

## Скандал с исключением из сборной
В начале июня 2014 года стало известно, что Валерию Алёшичеву не вызвали на очередные матчи сборной Украины за её политическую позицию. В социальных сетях она опубликовала перепост, в котором осуждалась «антитеррористическая операция» на востоке Украины и была перечёркнута государственная символика. Тренерский штаб сборной Украины сначала опровергал политические причины невызова в сборную, ссылаясь на обычную ротацию состава, но затем федерация футбола признала политическую мотивацию этого решения.
Болельщики рязанской команды встали на сторону Алёшичевой и на очередном матче вывесили баннер со словами поддержки.
В период с 2014 по 2018 год Алешичева становится гражданкой России и в женской Лиге Чемпионов сезона 2018/19 выступает уже как россиянка

## Достижения
«Ильичёвка»
- Бронзовый призёр чемпионата Украины (1): 2010

«Энергия»
- Бронзовый призёр чемпионата России (1): 2009

«Рязань-ВДВ»
- Серебряный призёр чемпионата России (1): 2017
- Бронзовый призёр чемпионата России (3): 2012/13, 2014, 2016